# Chillout

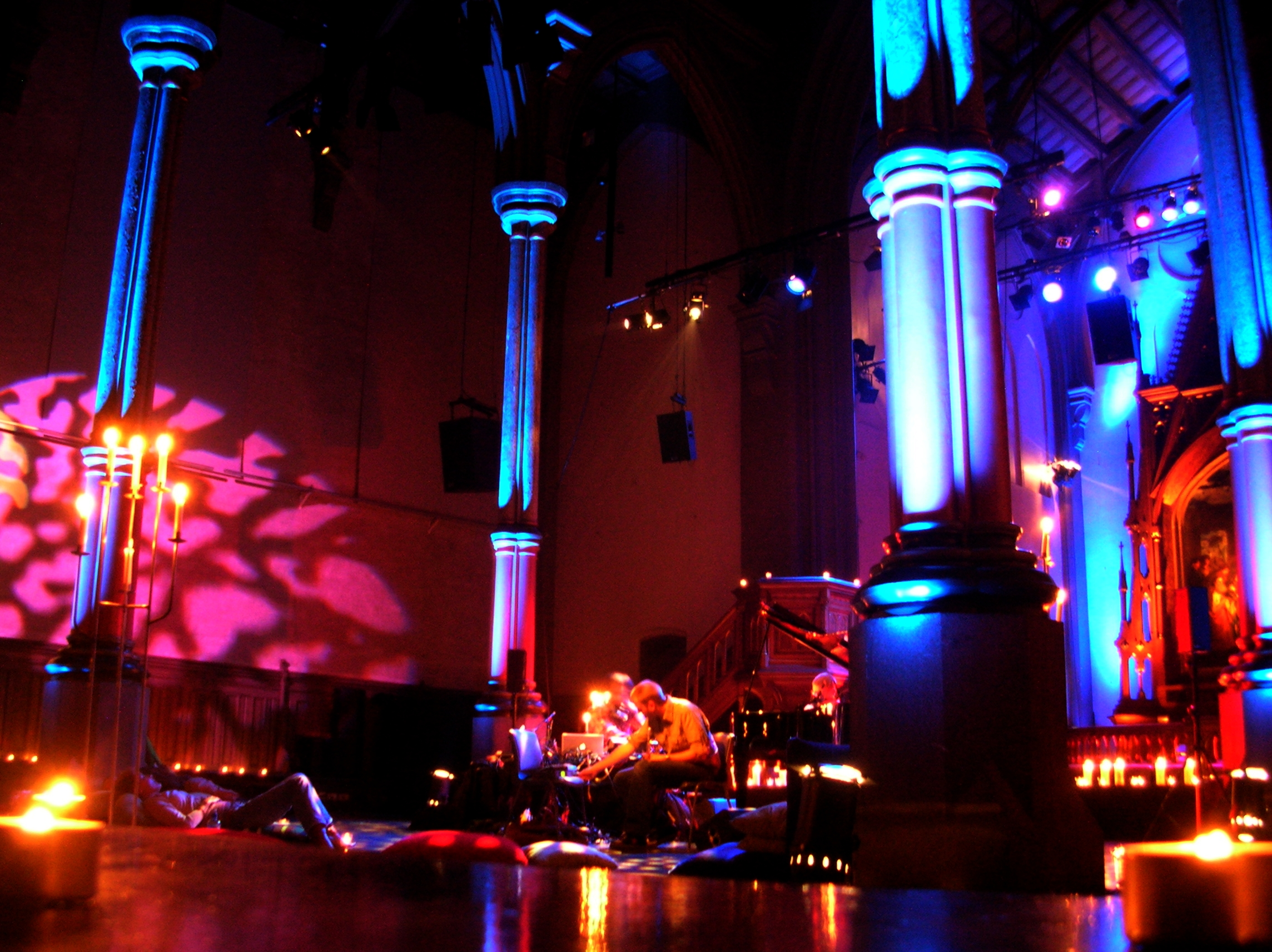
Koncert chilloutowy w Kulturkirken Jakob w Oslo

Chillout (także chill out) – gatunek muzyczny, w którego skład wchodzi wiele spokojnych stylów tworzonych przez artystów i producentów sceny muzyki elektronicznej.
Chilloutem jest zarówno wolniejszy house, niektóre formy muzyki tranceowej, ambient, jak i nu jazz, trip-hop, downtempo czy instrumentalny hip-hop. Pojęcie powstało w latach 90. XX wieku ze slangowego określania relaksowania się.
Mimo iż chillout często pojmowany jest jako muzyka do słuchania i relaksu, istnieje kultura ściśle związana z tym nurtem, występująca w wielu klubach i barach, najczęściej z futurystycznymi dekoracjami lub w stylu retro.
Z pojęciem tym związany jest także termin chill out room oznaczający pomieszczenie w klubie, w którym – w przeciwieństwie do pomieszczenia z parkietem do tańca – klubowicze mogą odpocząć przy relaksującej muzyce, której czasem towarzyszą wizualizacje.